# Арканзас-Сіті (Канзас)
Арканзас-Сіті (англ. Arkansas City) — місто (англ. city) в США, в окрузі Ковлі штату Канзас. Населення — 11 974 особи (2020).

## Географія
Арканзас-Сіті розташований за координатами 37°4′21″ пн. ш. 97°2′18″ зх. д. / 37.07250° пн. ш. 97.03833° зх. д. (37.072499, -97.038436).  За даними Бюро перепису населення США в 2010 році місто мало площу 24,30 км², з яких 24,24 км² — суходіл та 0,06 км² — водойми.

## Демографія
Згідно з переписом 2010 року, у місті мешкало 12 415 осіб у 4802 домогосподарствах у складі 3030 родин. Густота населення становила 511 особа/км².  Було 5646 помешкань (232/км²).
Расовий склад населення:
| - 79,4 % — білих - 3,9 % — чорних або афроамериканців - 2,7 % — корінних американців - 0,6 % — азіатів - 0,1 % — вихідців з тихоокеанських островів - 8,7 % — осіб інших рас |

До двох чи більше рас належало 4,6 %. Частка іспаномовних становила 17,3 % від усіх жителів.
За віковим діапазоном населення розподілялося таким чином: 26,4 % — особи молодші 18 років, 58,8 % — особи у віці 18—64 років, 14,8 % — особи у віці 65 років та старші. Медіана віку мешканця становила 33,8 року. На 100 осіб жіночої статі у місті припадало 93,3 чоловіків;  на 100 жінок у віці від 18 років та старших — 90,8 чоловіків також старших 18 років.
Середній дохід на одне домашнє господарство  становив 49 195 доларів США (медіана — 38 757), а середній дохід на одну сім'ю — 56 332 долари (медіана — 47 978). Медіана доходів становила 40 508 доларів для чоловіків та 26 228 доларів для жінок. За межею бідності перебувало 24,2 % осіб, у тому числі 37,6 % дітей у віці до 18 років та 9,2 % осіб у віці 65 років та старших.
Цивільне працевлаштоване населення становило 5224 особи. Основні галузі зайнятості: освіта, охорона здоров'я та соціальна допомога — 23,9 %, виробництво — 21,8 %, мистецтво, розваги та відпочинок — 14,8 %, роздрібна торгівля — 10,0 %.